# Stor-Avoln
Stor-Avoln är en sjö i Krokoms kommun i Jämtland och ingår i Indalsälvens huvudavrinningsområde. Sjön har en area på 0,941 kvadratkilometer och ligger 340,2 meter över havet.

## Delavrinningsområde
Stor-Avoln ingår i det delavrinningsområde (707891-143316) som SMHI kallar för Utloppet av Stor-Avoln. Medelhöjden är 366 meter över havet och ytan är 12,93 kvadratkilometer. Det finns inga avrinningsområden uppströms utan avrinningsområdet är högsta punkten. Vattendraget som avvattnar avrinningsområdet har biflödesordning 3, vilket innebär att vattnet flödar genom totalt 3 vattendrag innan det når havet efter 269 kilometer. Avrinningsområdet består mestadels av skog (70 procent). Avrinningsområdet har 1,6 kvadratkilometer vattenytor vilket ger det en sjöprocent på 12,4 procent.